# Asia-Pacific Association for Machine Translation
Die AAMT oder Asia-Pacific Association for Machine Translation ist eine Organisation, deren Angehörige sich aus Forschern und deren Instituten, Unternehmen und den Nutzern von maschinellen Übersetzungssystemen zusammensetzen.

## Ziele
Das Ziel der Organisation ist es, maschinelle Übersetzungssysteme zu schaffen, die für eine globale Kommunikation geeignet sind. Dazu initiiert die Organisation Entwicklungs- und Anwendungsprojekte, regt Verbesserungen an den bestehenden Systemen an, trägt zur Publizität der Ergebnisse bei und führt Schulungs- und Trainingsmaßnahmen zur maschinellen Übersetzung durch.

## Geschichte
Die Gesellschaft wurde am 17. April 1991 als Japan Association for Machine Translation gegründet. Sie ist Mitglied in der International Association for Machine Translation (IAMT).

## Organisation
Präsident (Stand: April 2012): Hitoshi Isahara, Universität Toyohashi (Hochschullehrer)
Die Organisation gibt zweimal jährlich eine Zeitschrift heraus, das AAMT Journal.

## Sprachen
Die in der AAMT behandelten Sprachen sind neben Englisch
- Japanisch
- Chinesisch
- Koreanisch
- Thai (Regional zuständig ist das Thai Computational Linguistics Laboratory (TCL))